# 新北市立溪崑國民中學
新北市立溪崑國民中學（New Taipei Municipal Xi Kun Junior High School），簡稱溪崑國中，位於新北市板橋區大漢溪浮州橋溪畔，地理位置緊臨樹林區與新莊區。學校內部開設特教班、資源班，並附設幼稚園。

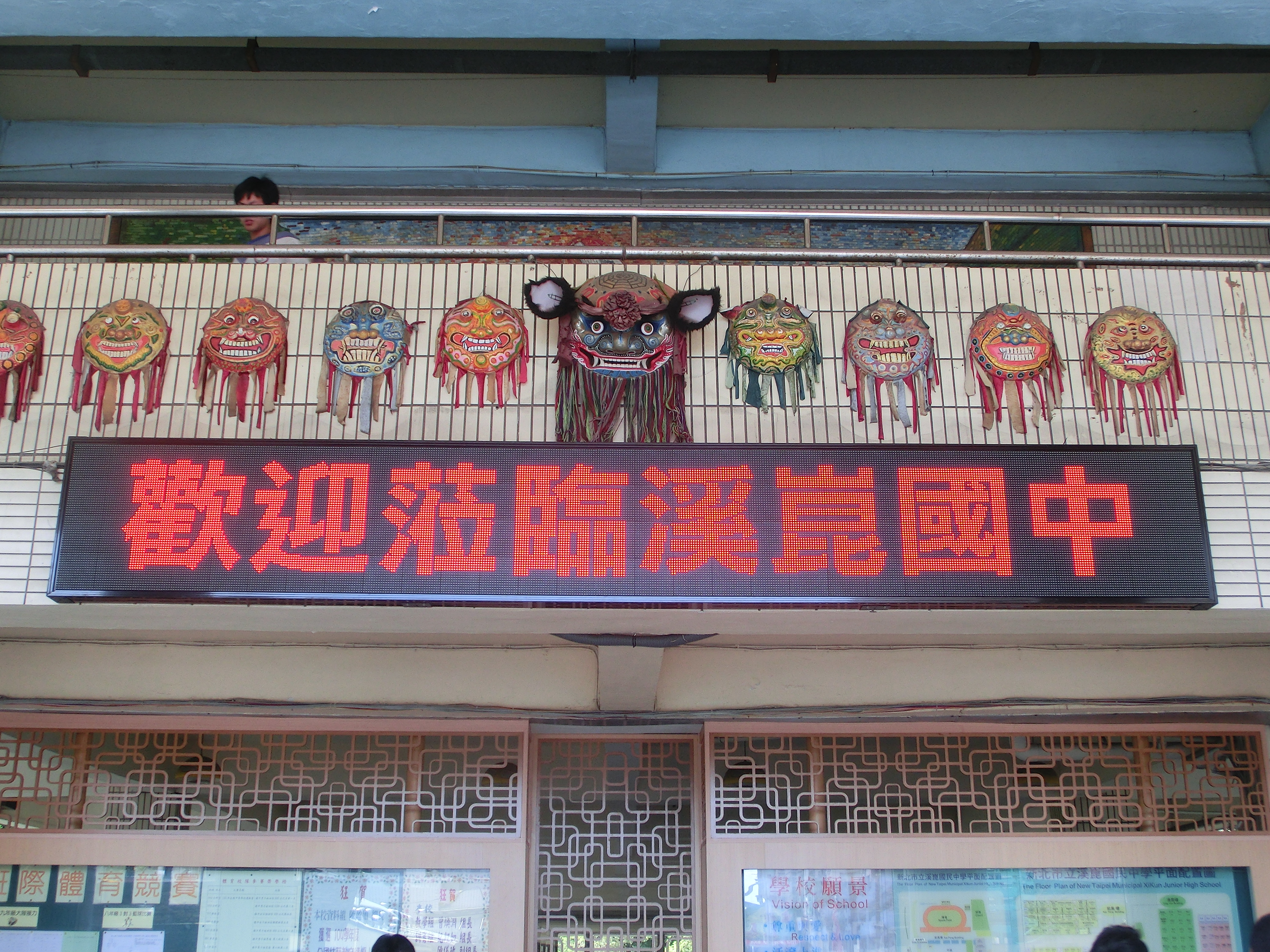
校門口全新的跑馬燈

## 歷史

### 校史
- 1988年1月籌畫建設溪崑國中，由前板橋國中校長錢濤籌備學校的建設工作
- 1990年8月正式成立招生，以溪崑社區命名台北縣立溪崑國民中學，為板橋市第七所國中。由當時台灣省教育廳令派林昭穆為首任校長。
- 1988年奉令籌設，前板橋國中校長錢濤為籌備主任，負責校地徵收，校園規劃，校舍工程發包等事前工作。
- 2010年12月25日：改制為新北市立溪崑國民中學。

### 歷任校長
- 第一任：林昭穆（1990-1995）
- 第二任：黃玠（1995-2002）
- 第三任：黃文煜（2002-2005）
- 第四任：曾慧媚（2005-2012）
- 第五任：蔡安繕（2012-2019）
- 第六任：徐淑敏（2019-2022）

## 外部連結
- 溪崑國中官方網站